# فلاديسلاف كوليكوف
فلاديسلاف كوليكوف (الروسية: Куликов, Владислав Владимирович) هو سباح روسي، ولد في 7 يناير 1971 في موسكو في روسيا.

## وصلات خارجية
- فلاديسلاف كوليكوف على موقع الاتحاد الدولي للسباحة (الإنجليزية)
- فلاديسلاف كوليكوف على موقع أوليمبيديا (الإنجليزية)